# Der Bevölkerung
Das Kunstwerk Der Bevölkerung von Hans Haacke wurde im Jahr 2000 im nördlichen Lichthof des Reichstagsgebäudes nach Beschluss des Bundestages errichtet. Es besteht aus einem 21 × 7 m großen, von Holzbohlen eingefassten Trog, gefüllt mit Kies und Erde, aus dem verschiedene Pflanzen sprießen und aus dessen Mitte in weißen Neonlichtbuchstaben die Schrift „DER BEVÖLKERUNG“ nach oben strahlt. Sie ist von allen Etagen des Gebäudes aus zu lesen: vom Plenarsaal, von der Presse- und Fraktionsebene sowie von Besuchern auf dem Dach. Die Förderung aus öffentlichen Mitteln dafür betrug umgerechnet ca. 200.000 €.  Das Kunstwerk wurde im Rahmen von „Kunst am Bau“ realisiert.

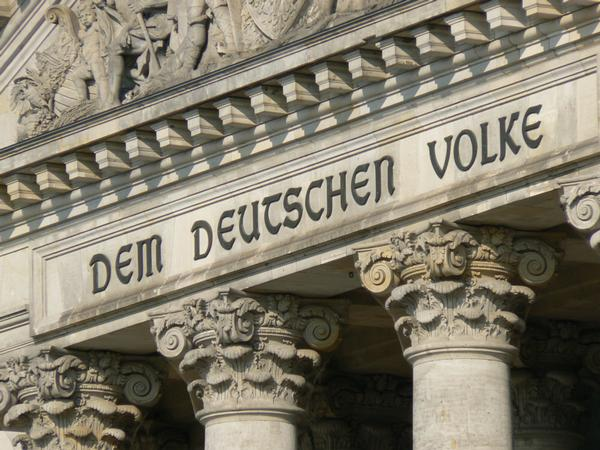
Das Kunstwerk nimmt Bezug auf die Widmung am Reichstag und ist in derselben Schriftart ausgeführt

Die Arbeit bezieht sich auf den Schriftzug „DEM DEUTSCHEN VOLKE“ am Reichstag, was insbesondere durch die Wahl der gleichen, von Peter Behrens entworfenen Schrift unterstrichen wird. Der Künstler betont den Bedeutungsunterschied zwischen Volk und Bevölkerung: Der Begriff Bevölkerung schließt alle Menschen ein, die in einem Land leben. Hans Haacke hat sich bei seiner Aktion von einem Satz Bertolt Brechts inspirieren lassen:

„Wer in unserer Zeit statt Volk Bevölkerung […] sagt, unterstützt schon viele Lügen nicht.“

Mitglieder des Deutschen Bundestages sind jährlich eingeladen, Erde aus ihrem Wahlkreis in die Arbeit einzubringen. Über 400 Abgeordnete beteiligten sich seit Eröffnung im Jahr 2000 mit ihren Erdgaben. Die Pflanzen wachsen aus zufällig gelandeten oder in den Erdbeiträgen enthaltenen Samen. Das im Laufe der Zeit frei wachsende Biotop bleibt unangetastet. Eine Webcam dokumentiert täglich mit zwei Aufnahmen (um 14 Uhr und um 20 Uhr) Wachstum und Veränderungen des Kunstwerks. Die Bildgalerie zeigt den zunehmenden Bewuchs, aber auch die Auswirkungen der Klimakrise.
In einer weiteren, 2017 für die Documenta 14 konzipierten Arbeit greift Hans Haacke die Terminologie und die damit verbundenen Debatten auf: Wir (alle) sind das Volk. Seitdem wurde die jeweils ortsspezifisch angepasste Arbeit in Form von Flaggen und Bannern mehrfach international gezeigt.
2020 kuratierte der Assistent Haackes und Mitinitiator von „Der Bevölkerung“ Oliver Schwarz die Ausstellung 20 Jahre DER BEVÖLKERUNG im Neuen Berliner Kunstverein.
2023 gründete Schwarz mit Marius Hasenheit und Sonia Hilpert von transform Magazin die Werkstatt DER BEVÖLKERUNG. Die Projektgruppe koordiniert Publikationen und Veranstaltungen mit Bezug zu DER BEVÖLKERUNG und aktuellen Themen.

## Kontroversen

### Abgeordnete des Deutschen Bundestags vor der Abstimmung
Aufgrund der politischen Stellungnahme des Kunstwerkes kam es zunächst zu einer politischen Kontroverse über seine Errichtung. Volker Kauder, Mitglied des Kunstbeirats des Bundestags, wandte sich als Einziger in diesem Gremium gegen das Kunstwerk:

„Ich sage Nein zu diesem simplen und für unser Haus unwürdigen Kunstwerk. Ich sage Nein dazu, dass der Versuch unternommen wird, das deutsche Volk verächtlich zu machen, auf eine kurze Zeit seiner Geschichte zu reduzieren. Ich sage Nein zu dem Versuch der Distanzierung des Deutschen Bundestags von seinem eigenen Volk.“

Im Bundestag widersprachen besonders Abgeordnete der CDU wie Norbert Lammert, aber auch die damalige Bundestagsvizepräsidentin Antje Vollmer von den Grünen zunächst einem Ankauf der Arbeit. Es handele sich, so Lammert, dabei um eine „skurrile Bundesgartenschau“ und eine „Albernheit“. Wenn Abgeordnete sich dabei praktisch beteiligen sollten, müssten sie auch darüber diskutieren dürfen.
Für das Kunstwerk setzte sich Gert Weisskirchen (SPD) ein:

„Hier werden nicht die Widmungen ‚Dem Deutschen Volke‘ und ‚Der Bevölkerung‘ als Feindbegriffe einander gegenübergestellt, sondern beide Begriffe werden zueinander gestellt, um miteinander einen Dialog zu führen über die Frage: In welcher Gesellschaft wollen wir künftig leben? Das will uns der Künstler sagen.“

Für den FDP-Politiker Ulrich Heinrich symbolisiert Haackes Kunstwerk den Übergang vom Ius sanguinis zum Ius soli.
Haackes Arbeit stelle Fragen hoch politischer Natur, so der damalige Bundestagspräsident Wolfgang Thierse, einer der zentralen Befürworter des Projekts:

„Sie zielen auf das Ethos des Parlamentariers, fragen, welchen Normen er sich verpflichtet weiß und in welche Verantwortung er sich gegenüber Menschen, die in unserem Land leben, gestellt sieht.“

Entscheidend sei, dass der Betrachter Stellung bezieht und sich gedanklich mit Haackes Projekten auseinandergesetzt habe.
Ein fraktionsübergreifender Gruppenantrag gegen die Errichtung des Kunstwerkes wurde schließlich am 5. April 2000 mit 260 gegen 258 Stimmen abgelehnt.

### Kommentare aus den Reihen der Medien und der Gesellschaft
Die FAZ bezichtigte Haacke in einem Kommentar, er wolle den Bundestag dem deutschen Volk „wegnehmen“, und die Arbeit sei verfassungswidrig, ein Urteil, zu dem auch ein von der CDU in Auftrag gegebenes Rechtsgutachten gelangte.
Dass jeder Bundestagsabgeordnete einen Sack Erde aus seinem Wahlkreis in einen Erdtrog schütten sollte, bewerteten Ästheten unter Haackes Kritikern „als kirchentagshaftes Gemeinschaftskitschritual“, andere Kritiker „als problematische Reminiszenz an NS-Bodenrituale“.
Der Bundesverband Bildender Künstlerinnen und Künstler kritisierte, dass nicht der Kunstbeirat des Bundestags, sondern der Deutsche Bundestag selbst die Entscheidung über die Anlage des Kunstwerks zu treffen hatte, da einzelne Abgeordnete versucht hätten, „ihre persönlichen Geschmacksurteile in Bezug insbesondere auf das Kunstwerk von Hans Haacke durch Plenarabstimmungen mehrheitsfähig zu machen und dadurch ein unzuständiges Gremium, nämlich das Plenum des Deutschen Bundestages, mit Entscheidungen zur Qualität von Kunstwerken befassen.“

## Urheberrecht am Kunstwerk
Zu überraschender Aufmerksamkeit im Internet kam das Kunstwerk später noch einmal, als der Künstler es verbieten ließ, dass auf einer privaten Website ein Foto der Installation gezeigt wird. Über die Verwertungsgesellschaft VG Bild-Kunst untersagte er der Besitzerin des Blogs die Nutzung für die fotografische Darstellung seines Kunstwerks im Internet. Während der Künstler aufgrund des deutschen Urheberrechts juristisch im Recht ist (ein allgemeines Recht auf öffentliche Präsentation von Fotos von Kunstwerken besteht nur, soweit diese Kunstwerke im öffentlichen Raum stehen; das Innere des Reichstagsgebäudes gilt nicht als öffentlicher Raum), wird in Kommentaren immer wieder auf den Widerspruch zum Inhalt des Schriftzugs hingewiesen. 